# Jermyn
Le borough de Jermyn est situé dans le comté de Lackawanna, dans le Commonwealth de Pennsylvanie, aux États-Unis. Sa population s’élevait à 2 169 habitants lors du recensement de 2010, estimée à 2 079 habitants en 2016.

## Histoire
Le borough a été nommé en hommage à John Jermyn, un homme d’affaires du secteur minier.

## Source
- (en) Cet article est partiellement ou en totalité issu de l’article de Wikipédia en anglais intitulé « Jermyn, Pennsylvania » (voir la liste des auteurs).

1. ↑  Horace Hollister, History of the Lackawanna Valley, Lippincott, 1885 (lire en ligne), p. 490.